# カトリーヌ・サンバ＝パンザ
カトリーヌ・サンバ＝パンザ（フランス語: Catherine Samba-Panza、1959年6月26日 - ）は、中央アフリカ共和国の政治家。2014年1月23日から2016年3月30日まで同国の暫定大統領を務めた。

## 経歴
実業家と顧問弁護士出身で、同国では多数派のキリスト教徒。2013年から首都バンギの市長であったが、2014年1月21日に暫定議会の決選投票で同国初の女性元首に選出された。国内のキリスト教徒とムスリムの衝突に対し、武器を捨て、平和を回復するよう呼びかけている。